# Günter Högner
Günter Högner (* 16. Juli 1943 in Wien; † 16. April 2018 ebenda) war ein österreichischer Hornist.

## Leben
Günter Högner studierte ab 1956 am Konservatorium der Stadt Wien Horn bei Franz Koch; 1961 wechselte er an die Wiener Musikakademie zu Leopold Kainz und Josef Veleba. 1965 trat Högner eine Stelle als Erster Hornist beim Orchester der Wiener Volksoper an. 1967 erhielt er ein Engagement als Dritter Hornist im Orchester der Wiener Staatsoper; 1971 wechselte Högner auf das Erste Horn und wurde Mitglied im Verein Wiener Philharmoniker. Von 1971 bis 1994 war er Solohornist, dann wechselte er, bis zu seiner Pensionierung 2008, auf das 3. Horn.
Neben seiner Orchestertätigkeit wirkte Högner in verschiedenen kammermusikalischen Ensembles mit, unter anderem im „Ensemble Wien – Berlin“, dem „Neuen Wiener Oktett“ und dem „Philharmonia Hornquartett Wien“. Als Musikpädagoge war er ab 1981 Lehrbeauftragter an der Universität für Musik und darstellende Kunst Graz (Expositur Oberschützen); 1987 wurde er ordentlicher Professor.
Ab 1970 arbeitete Högner in Zusammenarbeit mit der Yamaha Corporation an der Weiterentwicklung des Wiener Horns. Dazu stellte er alte Hornmodelle zur Verfügung, die als Vorlage für neu entwickelte Instrumente nach seiner Klangvorstellung dienen sollten. Er wurde in Untersiebenbrunn bestattet.

## Diskografie
- 1977: Franz Schubert/The New Vienna Octet –  Octet in F Major, Op. 166, Ace of Diamonds (SDD 508).
- 1980: Wolfgang Amadeus Mozart – Hornkonzerte: Günter Högner (Horn), Wiener Philharmoniker, Karl Böhm (Dirigent), Deutsche Grammophon (413792-2).
- 1988: Wolfgang Amadeus Mozart: Eine kleine Nachtmusik – Serenaden und Konzerte, Wiener Philharmoniker – Berliner Philharmoniker, Karl Böhm (Dirigent), Deutsche Grammophon (423778-2).
- 1997: Das Philharmonia Horn Quartett Wien: Günter Högner, Karl Jeitler, Willibald Janezic, Franz Söllner, Camerata Records (30CM495).[5]